# Crockett’s Theme
Crockett’s Theme – utwór instrumentalny autorstwa Jana Hammera, wchodzący w skład ścieżki dźwiękowej popularnego serialu z lat 80. – Policjanci z Miami. Po raz pierwszy został zaprezentowany 19 października 1984 podczas emisji odcinka „Calderone’s Return: Part 1 – The Hit List”. Został wydany na albumie z muzyką z serialu – Miami Vice II, a także na płycie Jana Hammera z 1987 – Escape from Television.
Nie odniósł większego sukcesu w Stanach Zjednoczonych, był natomiast bardzo popularny w Europie. Na brytyjskich listach przebojów uplasował się na 2. miejscu, a w Holandii był singlem numer 1.
Utwór był wielokrotnie przerabiany przez różne zespoły, w tym: Children of Bodom, FPU, Manual czy Trance Atlantic Air Waves. 
W latach 1991–1994 był wykorzystywany w Wielkiej Brytanii w reklamach National Westminster Bank. Użyto go również jako podkład muzyczny do prologu przed 5. meczem finału NBA w 1991 pomiędzy Chicago Bulls a Los Angeles Lakers (narracja Boba Costasa). Do tej pory jest grany w Staples Center w trakcie meczów Lakersów. „Crockett’s Theme” był także grany przez fikcyjne radio Emotion 98.3 w grze Grand Theft Auto: Vice City.